# 比謝列
比謝列（義大利語：Bisceglie）是位於義大利南部普利亞大區巴列塔-安德里亞-特拉尼省的一個市镇。面积为69平方公里，人口数量为55,385人（2017年）。

## 友好城市
- 義大利圣潘克拉齐奥-萨伦蒂诺
- 约旦Fuheis
- 巴勒斯坦汗尤尼斯
- 叙利亚塔尔图斯
- 波蘭卡爾瓦里亞-澤布日多夫斯卡